# Zell Miller
Zell Bryan Miller (Young Harris, 24 de febrero de 1932 - Young Harris, 23 de marzo de 2018) fue un escritor y político estadounidense que ejerció como senador de los Estados Unidos por Georgia de 2000 a 2005. Anteriormente fue el 79.° gobernador de Georgia de 1991 a 1999. Al ser hasta ahora el penúltimo gobernador demócrata de Georgia, Miller representa el fin del dominio histórico de dicho partido sobre el sur estadounidense.
Miller fue electo alcalde de Young Harris en 1959. Luego de ejercer en la legislatura del estado y trabajar para varios gobernadores, su carrera en la política local de Georgia culminó con su elección como gobernador en 1990, venciendo al republicano Johnny Isakson. Autodenominado admirador de Franklin Roosevelt, el mandato de Miller se caracterizó por invertir en la educación pública. En 1992 sorprendió a muchos al intentar remover el emblema confederado de la bandera de Georgia, debido a su representación de la esclavitud. La reacción a estas declaraciones fue bastante fuerte, lo que llevó a Miller a volverse incluso más conservador en otros ámbitos. A pesar de su creciente impopularidad, causada por el escándalo de la bandera y su apoyo al presidente Bill Clinton, Miller logró ser reelecto en 1994. Fue sucedido por el demócrata Roy Barnes en 1999.
En julio de 2000, Miller volvió del retiro. Fue designado senador de los Estados Unidos por el gobernador Barnes, luego de la muerte del titular Paul Coverdell. Ese mismo año resultó victorioso en una elección especial, manteniendo así su banca hasta su retiro en 2005. Durante sus años como senador, Miller hizo público su descontento con el Partido Demócrata, llegando incluso a declarar públicamente su apoyo a la reelección de George W. Bush en 2004. Miller dio un discurso en la Convención Nacional Republicana de ese año, en el que acusó al candidato demócrata, John Kerry, de querer debilitar las Fuerzas Armadas. Luego del discurso, Miller tuvo una infame discusión con el periodista Chris Matthews, declarando: «ojalá viviésemos en aquellos días en los que uno podía desafiar a alguien a un duelo».